# Un jour de pluie à New York
Pour plus de détails, voir Fiche technique et Distribution.
Un jour de pluie à New York (A Rainy Day in New York) est un film américain écrit et réalisé par Woody Allen, sorti en 2019.
Il s'agit du troisième film que le cinéaste produit avec Amazon Studios, après Café Society (2016) et Wonder Wheel (2017).
Alors que le film est initialement prévu pour une sortie dans les salles de cinéma américaines, Amazon décide de ne pas le distribuer en raison des accusations d'agressions sexuelles que porte la fille adoptive de Woody Allen, Dylan Farrow, à son encontre,. Néanmoins, le long-métrage sort dans le reste du monde. 

## Synopsis
Deux jeunes gens, Ashleigh et Gatsby, débarquent à New York pour un week-end pendant lequel rien ne se passera comme prévu. 
Ashleigh, qui travaille au sein d'un journal étudiant, a décroché une interview avec Roland Pollard, un réalisateur de cinéma qu'elle admire. Gatsby, fils de riches New-Yorkais, veut en profiter pour lui faire découvrir Manhattan, et réserve dans un bel hôtel avec vue sur Central Park. Il dispose en effet d'une somme d'argent conséquente qu'il a gagnée au jeu.  
Lors de son interview avec Pollard, celui-ci propose à Ashleigh d'assister à une projection privée de son dernier film, ce qu'elle accepte avec enthousiasme, mais qui l'oblige à annuler son déjeuner avec Gatsby. En se promenant dans New York, Gatsby tombe par hasard sur un ancien camarade de classe, qui tourne son film de fin d'études, et lui propose un petit rôle dans celui-ci. Il doit embrasser une actrice qui est en fait Shannon, la jeune sœur d'un de ses anciens flirts. 
Lors de la projection, Pollard, très insatisfait de son film, part brusquement. Ashleigh et Ted Davidoff, le scénariste, partent alors à sa recherche. Pendant ce temps, Gatsby passe voir son frère, qui lui annonce qu'il veut annuler son prochain mariage. 
Gatsby rencontre ensuite par hasard à nouveau Shannon dans un taxi. Ils se rendent ensemble au Metropolitan Museum of Art, où Gatsby rencontre son oncle et sa tante, ce qui va l'obliger à dévoiler à ses parents sa présence à New York, et à aller à une soirée organisée par sa mère.   
Ashleigh se retrouve dans un studio de cinéma où elle pense trouver Pollard, mais celui-ci est parti, et elle rencontre inopinément un célèbre acteur, Francisco Vega. Elle part du studio avec lui, sous les flashs des journalistes, qui la prennent pour la dernière conquête de l'acteur.    
Gatsby va participer à une partie de poker, où il gagnera beaucoup d'argent. Rentré dans sa chambre d'hôtel, il voit à la télévision les images de Francisco Vega en compagnie de sa « dernière conquête », Ashleigh, et est convaincu qu'Ashleigh l'a laissé tomber. Dans un bar, il rencontre Terry et lui propose 5 000 $ pour qu'elle l'accompagne à la soirée de sa mère en se faisant passer pour Ashleigh.    
Francisco Vega fait boire Ashleigh, avant de la ramener chez lui. Elle commence à se déshabiller, mais l'arrivée imprévue de la compagne de l'acteur la force à quitter l'immeuble par une porte dérobée, alors qu'elle ne porte que ses sous-vêtements sur lesquels elle a enfilé un imperméable.     
Gatsby se rend avec Terry à la soirée de sa mère, mais celle-ci comprend très vite qu'il ne s'agit pas d'Ashleigh, mais d'une escort-girl. Elle la fait partir, puis prend Gatsby à part pour lui reprocher de s'être moqué d'elle, et lui révèle qu'elle a elle-même été une escort-girl avant son mariage.     
Ashleigh et Gatsby se retrouvent finalement dans un bar. Le lendemain, ils décident de faire une balade en calèche dans Central Park, mais Gatsby dit finalement à Ashleigh que leurs personnalités sont incompatibles, et qu'il souhaite mettre fin à leur relation. Il ne souhaite pas non plus poursuivre ses études dans la même université. Il descend de la calèche, laissant Ashleigh poursuivre seule. Il se dirige ensuite vers la Delacorte Clock, où il retrouve Shannon, et ils s'embrassent.

## Fiche technique
- Titre original : A Rainy Day in New York
- Titre français : Un jour de pluie à New York
- Réalisation et scénario : Woody Allen
- Assistants-réalisateurs : 1) Danielle Rigby / 2) Brad Robinson
- Décors : Santo Loquasto, Sarah Dennis
- Costumes : Mario Piemontese
- Montage : Alisa Lepselter
- Musique :
- Son : Thomas Varga
- Directeur de la photographie : Vittorio Storaro
- Casting : Patricia Kerrigan Di Certo
- Productrices : Letty Aronson, Erika Aronson
- Coproductrice et directrice de production : Helen Robin
- Sociétés de production : Amazon Studios et Gravier Productions
- Sociétés de distribution : Amazon Studios (États-Unis), Mars Films (France)
- Pays d’origine :  États-Unis
- Langue originale : anglais
- Budget :
- Format : couleur - 2,00:1 - son Dolby numérique
- Genre : comédie sentimentale
- Durée : 92 minutes
- Dates de sortie : 
  - France : 6 septembre 2019 (Festival de Deauville) ; 18 septembre 2019 (sortie nationale)
  - Suisse romande: 18 septembre 2019

## Distribution
- Timothée Chalamet (VF : Gauthier Battoue) : Gatsby Welles
- Elle Fanning (VFB : Helena Coppejans) : Ashleigh Enright
- Selena Gomez (VF : Karine Foviau) : Shannon Tyrell
- Jude Law (VF : Alexis Victor) : Ted Davidoff
- Diego Luna (VF : Benjamin Penamaria) : Francisco Vega
- Liev Schreiber (VF : Éric Herson-Macarel) : Roland Pollard
- Kelly Rohrbach (VF : Ingrid Donnadieu) : Terry
- Griffin Newman (VF : Emmanuel Garijo) : Josh
- Annaleigh Ashford : Lily
- Rebecca Hall (VF : Audrey Sourdive) : Connie
- Cherry Jones (VF : Josiane Pinson) : la mère de Gatsby
- Will Rogers : Hunter, le frère de Gatsby
- Suki Waterhouse (VF : Christèle Billault) : Tiffani
- Ben Warhelt (VF : Joachim Salinger) : Alvin Troller
- Taylor Black (VF : Christèle Billault) : Dana
- Kathryn Leigh Scott : Wanda
- Natasha Romanova : la réalisatrice
- Jacob Berger : Jordan
- Edward James Hyland : Leonard

## Développement
En août 2017, Timothée Chalamet, Elle Fanning et Selena Gomez sont les premiers acteurs à rejoindre le nouveau film de Woody Allen, qu'il a également écrit, et qui sera produit et distribué par Amazon Studios. Il s'agit de la troisième collaboration entre le cinéaste et la division d'Amazon.com consacrée au cinéma, après Café Society et Wonder Wheel.
Un mois après, en septembre 2017, Jude Law, Rebecca Hall, Diego Luna, Kelly Rohrbach, Liev Schreiber, Cherry Jones et Annaleigh Ashford complètent le casting. Enfin, en octobre 2017, Suki Waterhouse est la dernière à les rejoindre. Le même mois, Woody Allen dévoile le titre du film : A Rainy Day in New York.

## Accueil

### Critiques
Le film est très apprécié de la critique et reçoit une moyenne de 4/5 sur AlloCiné.
Le Figaro indique : « Il pleut sur Manhattan. Ce mauvais temps est une bénédiction. Le talent de Woody Allen passe à travers les gouttes. Il n’a pas l’âge de ses artères. Il a 20 ans, comme ses héros. ».
Première, quant à lui, indique : « Si l’on s’en tient strictement à l’aspect artistique, Un jour de pluie à New York est sans doute ce que Woody Allen a fait de mieux depuis, disons, Blue Jasmine. ».

### Box-office
| Pays ou région | Box-office      | Date d'arrêt du box-office | Nombre de semaines |
| -------------- | --------------- | -------------------------- | ------------------ |
| France         | 585 417 entrées | 11 décembre 2019           | 12                 |
| Total mondial  | 20 537 678 $    | -                          | -                  |

## Polémique
Des accusations d'agression sexuelle visant Woody Allen (en) à l'encontre de sa fille adoptive étant revenues d'actualité à la suite du mouvement MeToo, plusieurs acteurs du film, Griffin Newman (en), Rebecca Hall, Timothée Chalamet et Selena Gomez déclarent ne pas vouloir tirer profit de cette collaboration et reverser leur cachet en totalité à des associations, le mouvement anti-harcèlement Time's Up, le centre LGBT de New York ou Rape, Abuse & Incest National Network,,.

## Nominations
- Festival de Deauville 2019 : hors compétition et film d'ouverture